# Маккуин, Сэм
Сэ́мюэл Джеймс Маккуи́н (англ. Samuel James McQueen; родился 6 февраля 1995), более известный как Сэм Маккуи́н (англ. Sam McQueen) — английский футболист, выступавший на позициях крайнего защитника или вингера.

## Футбольная карьера
Скауты «Саутгемптона» заметили Маккуина, когда тот играл за «Оуквуд Рейнджерс», в возрасте 8 лет. После этого он начал выступать за академию клуба. В 2008 году был в команде «Саутгемптона» до 13 лет, которая вышла в финал Кубка Далласа, но уступила в нём клубу Барселона Калифорния. В той же молодёжной команде «Саутгемптона» играли Джеймс Уорд-Проуз, Люк Шоу, Калум Чеймберс, Гаррисон Рид, Джордан Тернбулл и Джейк Синклер, позднее заключившие с клубом профессиональные контракты.
Дебют Маккуина в основном составе «святых» состоялся 15 февраля 2014 года в матче пятого раунда Кубка Англии против «Сандерленда» на «Стэдиум оф Лайт»: на 82-й минуте Сэм вышел на замену Адаму Лаллане. 17 июня 2014 года Маккуин подписал с клубом новый четырёхлетний контракт.
21 января 2016 года Маккуин отправился в аренду в «Саутенд Юнайтед» до окончания сезона. 6 февраля 2016 года, в свой 21-й день рождения, Сэм забил свой первый гол в профессиональной карьере в эссекском дерби против «Колчестер Юнайтед».
16 октября 2016 года Маккуин дебютировал в Премьер-лиге, выйдя на замену Мэтту Таргетту в против «Бернли». Через четыре дня он дебютировал в Лиге Европы УЕФА, выйдя в стартовом составе в матче против «Интернационале» на «Джузеппе Меацца». 5 декабря 2016 года Сэм продлил свой контракт с «Саутгемптоном» до 2021 года.
30 августа 2018 года на правах аренды до конца сезона перешёл в клуб Чемпионшипа «Мидлсбро». Дебютировал 19 сентября в матче против «Болтон Уондерерс» (2:0), выйдя на замену на 74-й минуте вместо Стюарта Даунинга. 31 октября в матче Кубка Лиги против «Кристал Пэлас» получил разрыв крестообразных связок колена и выбыл на длительный срок.
1 января 2022 года объявил о завершении карьеры игрока в возрасте 26 лет.

## Статистика выступлений
| Клуб                     | Сезон            | Дивизион         | Лига | Лига | Кубок Англии | Кубок Англии | Кубок лиги | Кубок лиги | Прочие | Прочие | Итого | Итого |
| Клуб                     | Сезон            | Дивизион         | Игры | Голы | Игры         | Голы         | Игры       | Голы       | Игры   | Голы   | Игры  | Голы  |
| ------------------------ | ---------------- | ---------------- | ---- | ---- | ------------ | ------------ | ---------- | ---------- | ------ | ------ | ----- | ----- |
| Саутгемптон              | 2013/14          | Премьер-лига     | 0    | 0    | 1            | 0            | 0          | 0          | —      | —      | 1     | 0     |
| Саутгемптон              | 2014/15          | Премьер-лига     | 0    | 0    | 0            | 0            | 0          | 0          | —      | —      | 0     | 0     |
| Саутгемптон              | 2015/16          | Премьер-лига     | 0    | 0    | 0            | 0            | 0          | 0          | 0      | 0      | 0     | 0     |
| Саутгемптон              | 2016/17          | Премьер-лига     | 13   | 0    | 2            | 0            | 2          | 0          | 3      | 0      | 20    | 0     |
| Саутгемптон              | 2017/18          | Премьер-лига     | 7    | 0    | 0            | 0            | 1          | 0          | —      | —      | 8     | 0     |
| Саутгемптон              | 2018/19          | Премьер-лига     | 0    | 0    | 0            | 0            | 0          | 0          | —      | —      | 0     | 0     |
| Саутгемптон              | 2019/20          | Премьер-лига     | 0    | 0    | 0            | 0            | 0          | 0          | —      | —      | 0     | 0     |
| Саутгемптон              | 2020/21          | Премьер-лига     | 0    | 0    | 0            | 0            | 0          | 0          | —      | —      | 0     | 0     |
| Саутгемптон              | 2021/22          | Премьер-лига     | 0    | 0    | 0            | 0            | 0          | 0          | —      | —      | 0     | 0     |
| Саутгемптон              | Итого            | Итого            | 20   | 0    | 3            | 0            | 3          | 0          | 3      | 0      | 29    | 0     |
| Саутенд Юнайтед (аренда) | 2015/16          | Лига 1           | 18   | 2    | 0            | 0            | 0          | 0          | —      | —      | 18    | 2     |
| Мидлсбро (аренда)        | 2018/19          | Чемпионшип       | 5    | 0    | 0            | 0            | 2          | 0          | —      | —      | 7     | 0     |
| Всего за карьеру         | Всего за карьеру | Всего за карьеру | 43   | 2    | 3            | 0            | 5          | 0          | 3      | 0      | 54    | 2     |